# 四平路街道
四平路街道，是中华人民共和国上海市杨浦区下辖的一个乡镇级行政单位。面积2.64平方公里。户籍人口9.7万人（2021年）。

## 行政区划
四平路街道下辖以下居委会：
控江路二零二六弄社区、鞍山三村社区、鞍山四村第一社区、鞍山四村第二社区、鞍山四村第三社区、鞍山五村社区、鞍山六村社区、鞍山七村社区、鞍山八村社区、抚顺路三六三弄社区、大连西路四弄社区、同济新村社区、密云路社区、公交新村社区、铁岭路五十弄社区、铁岭路九十弄社区、鞍山一村第二社区、鞍山一村第三社区、鞍山路三一零弄社区、金安社区、同济绿园社区、鞍山一村第一社区和和平花苑社区。

## 文化设施
四平路街道文化活动中心一期位于本溪路274号，二期（内有图书馆）位于抚顺路360号。

## 公共交通
上海轨道交通10号线在辖境内设置有同济大学站。
上海轨道交通8号线与上海轨道交通10号线四平路站设置于本街道辖境与虹口区欧阳路街道、嘉兴路街道辖境交汇处。